# 帕呂湖
46°22′22″N 10°01′33″E / 46.37278°N 10.02583°E

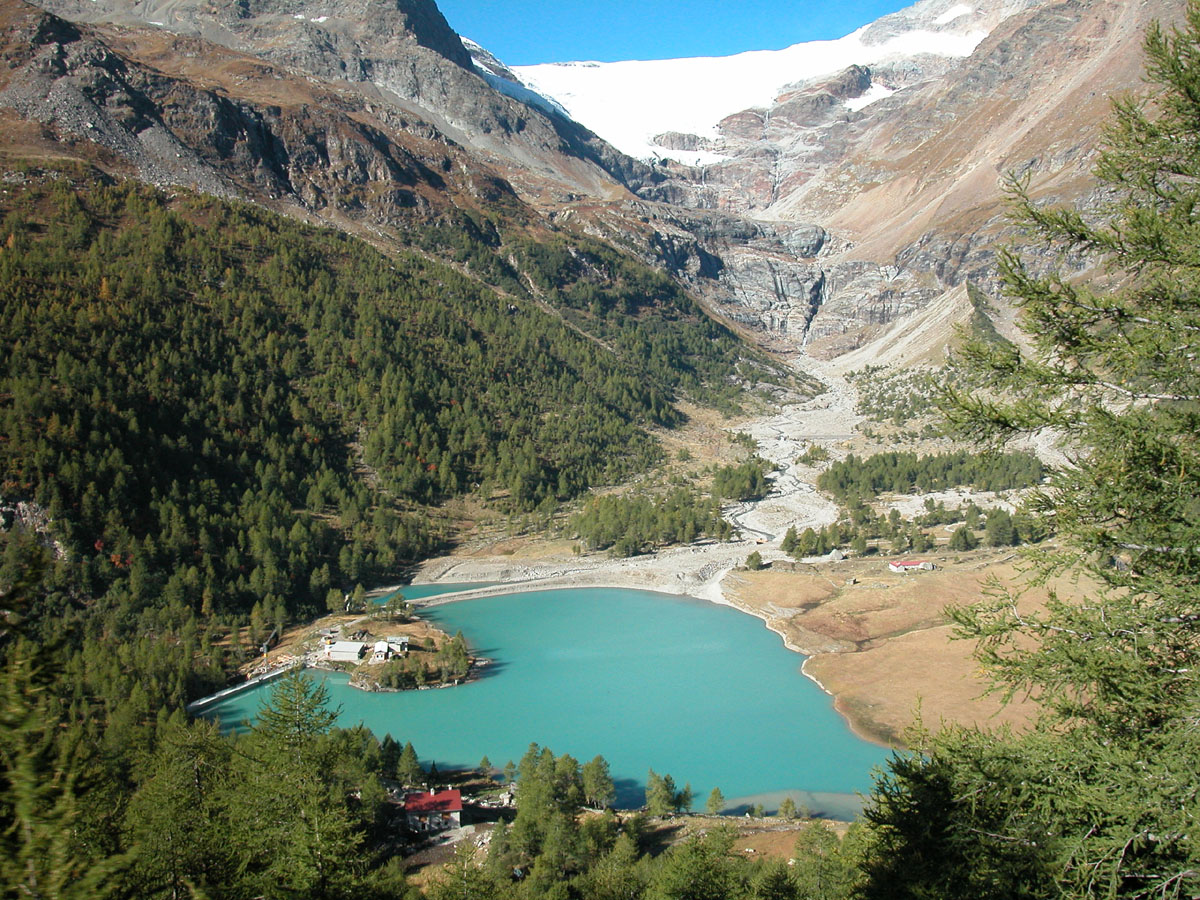

帕呂湖（Lago Palü），是瑞士的湖泊，位於該國東部，由格拉魯斯州負責管轄，處於帕呂峰山腳，面積0.05平方公里，海拔高度1,923米，湖水主要來自冰川。